# Pleuroxia arcigerens
Pleuroxia arcigerens é uma espécie de gastrópode  da família Camaenidae.
É endémica da Austrália.